# 윤진영
윤진영(1982년 11월 30일~)은 대한민국의 희극 배우이다. 2003년, SBS 7기 공채 개그맨으로 데뷔하였다.

## 학력
- 서울남성초등학교 (졸업)
- 반포중학교 (졸업)
- 당곡고등학교 (졸업)

## 출연작

### 드라마 & 시트콤
- 《무빙》 (2023년, 디즈니+) - 폰 팔이 문신 남 역
- 《연남동 패밀리》 (2019년, 올레TV 모바일) - 정주남 역
- 《여왕의 꽃》 (2015년, MBC) - 재준 친구 역
- 《피노키오》 (2014년, SBS) - 소방관 역
- 《신의 퀴즈 4》 (2014년, OCN) - 조일엽 역
- 《따뜻한 말 한마디》 (2014년, SBS) - 유재학의 비서 역
- 《응답하라 1994》 (2013년, tvN) - 락 카페 '스페이스'의 웨이터 역 (특별출연)
- 《푸른거탑 제로》 (2013년, tvN) - 43번 훈련병 윤진영 역
- 《환상거탑》 (2013년, tvN)
  - 《1화 타임은행》 - 이은선 남동생 역
  - 《2화 X-프로젝트》 - 의사 역
  - 《3화 악플러》 - 형식한테 두들겨맞는 친구 역
  - 《4화 전단지》 - 명수 역
  - 《6화 일처다부제》 - 기수 역
- 《푸른거탑》 (2013년, tvN) - 병장 윤진영 역

### 영화
- 《소년들》 (2023년) - 윤 검사 역
- 《부기나이트》 (2022년) - 정우 역
- 《경관의 피》 (2022년) - 장 실장 역
- 《이 안에 외계인이 있다》 (2021년) - 윤진상 역
- 《블랙머니》 (2019년) - 조 수사관 역
- 《퍼펙트맨》 (2019년) - 클럽 기도 1 역
- 《아빠는 딸》 (2017년) - 의사 역
- 《월하》 (2017년) - 강춘식 역
- 《악녀》 (2017년) - 현수동료 1 역
- 《당신, 거기 있어줄래요》 (2016년) - 돌고래쇼 영업부장 역
- 《잡아야 산다》 (2016년) - 예비군사내 1 역

### 예능
- tvN 《SNL 코리아 (시즌 6)》
- tvN 《코미디빅리그 시즌 5》
  - 〈비스티 토이즈〉
  - 〈죽지 않아〉
  - 〈학교전설〉 김탄(이민호) 역
  - 〈힙 to the 합〉
  - 〈로마법〉
- QTV 《죽 쑤는 여자 죽지 않는 남자》
- tvN 《롤러코스터 시즌 3》
- 온게임넷 《켠김에 왕까지》
- SBS 《개그투나잇》
- MBC Every 1 《생존왕》
- SBS 《웃찾사 시즌 1》
- KBS2 《체험 삶의 현장》

### 연극
- 2011년 - 《김종욱 찾기》

### 뮤지컬
- 2010년 - 《생명의 항해》

## 수상
- 2003년 SBS 개그 콘테스트 금상